# Ignaz Dörr
Ignaz Dörr (* 6. September 1829 in Waldstetten; † 13. November 1886) war ein deutscher Orgelbauer. Er gilt als der Begründer der Hardheimer Orgelbautradition. Es sind etwa 20 seiner Instrumente bekannt.

## Leben
Im Jahr 1843 begann er eine zweieinhalb Jahre dauernde Schreinerlehre bei Johann Valentin Reichert. Nach dem Ende der Lehrzeit im Juli 1845 ging er wie früher üblich auf die Wanderschaft (Walz). Stationen waren bei Schreinermeister Schreck in Freudenberg und Schreinermeister Wolbert in Miltenberg. Weitere Stationen waren Aschaffenburg und Würzburg, ehe er am 16. November 1845 nach Waldstetten zurückkehrte. Ab dem März 1846 ging er wieder auf die Wanderschaft, um zu arbeiten. Stationen waren unter anderem Mannheim, Speyer, Karlsruhe, Kehl, Straßburg, Basel, St. Blasien, Rottenburg, Tübingen und Stuttgart. Nach seiner Militärzeit und den Wirren der Badischen Revolution von 1848/49 war Ignaz Dörr ab dem 24. Mai 1852 wieder zum Arbeiten unterwegs.
Im Mai 1853 arbeitete er in Würzburg bei Instrumentenmacher Hoffman. Hier entschloss er sich, den Beruf des Instrumentenmachers zu erlernen. Nach dem Tod von Meister Hoffman ging er zu dem bekannten Orgelbauer Balthasar Schlimbach (1807–1896), ebenfalls in Würzburg.
1855 kehrte Ignaz Dörr nach Waldstetten zurück, um sich selbstständig zu machen. Am 17. März 1857 legte er bei Orgelbauinspektor Moßbrucker aus Wertheim die Prüfung zum Orgelbauer ab. Am 8. Januar 1861 kaufte Ignaz Dörr das ehemalige Schulhaus neben der alten Pfarrkirche in Hardheim und zog mit seiner Familie und seiner Werkstatt im April 1861 dort ein.
Ignaz Dörr starb am 13. November 1886 während einer Zugfahrt zwischen Bronnbach und Reicholzheim an einem Schlaganfall. Da sein ältester Sohn Fridolin (1857–1926), der den Betrieb einmal übernehmen sollte, sich am 30. März 1876 bei Arbeiten in der Werkstatt des Vaters verletzte und sein linker Arm amputiert werden musste, konnte er seine Orgelbauerausbildung nicht zu Ende führen und wurde Gewerbelehrer in Vöhrenbach (Schwarzwald) und Mannheim.
Die Orgelbaufirma wurde deshalb nach dem Tod Ignaz Dörrs von Wilhelm Bader sen. übernommen.

## Werk
Die technische Qualität der bisher restaurierten noch bestehenden Dörr-Orgeln ist respektabel, die handwerkliche Ausführung der Kegelladen, der Mechanik mit dem freistehenden Spieltisch und die Gehäuseverarbeitung sind exzellent. Die Gehäuse waren in der Regel dreiteilig und im neuromanischen Rundbogenstil gefertigt.
Von seinem Werk sind 20 Orgeln bekannt. Neue Orgeln baute er u. a. in Rinschheim (1861), Rheinhausen (1881), Freudenberg (1862), Waldstetten (1876) und Waldmühlbach (1885).
| Jahr    | Ort          | Kirche       | Bild | Manuale | Register | Bemerkungen                        |
| ------- | ------------ | ------------ | ---- | ------- | -------- | ---------------------------------- |
| 1856    | Wertheim     | Waisenhaus   |      | I       | 3        |                                    |
| 1861/62 | Rinschheim   | kath.        |      | I       | 9        |                                    |
| 1867    | Wenkheim     | kath.        |      | II      | 15       |                                    |
| 1876/77 | Waldstetten  | kath.        |      | II      | 15       |                                    |
| 1881    | Rheinhausen  | kath.        |      | II      | 20       | 2003 durch Karl Göckel restauriert |
| 1885    | Waldmühlbach | St. Nikolaus |      | II      | 16       |                                    |